# Rhian Brewster
Rhian Joel Brewster (* 1. April 2000 in London) ist ein englischer Fußballspieler, der seit Anfang Oktober 2020 bei Sheffield United unter Vertrag steht.

## Vereinskarriere
Im Alter von sieben Jahren wurde Rhian Brewster, dessen Vater aus Barbados kommt und dessen Mutter Zyperntürkin ist,  von Vertretern vom FC Chelsea, FC Arsenal, West Ham United und Charlton Athletic gescoutet. Er schloss sich schließlich dem FC Chelsea an, für den er bis zu seinem 14. Lebensjahr in der Vereinsakademie spielte. Danach wechselte er zum FC Liverpool. Brewsters Entscheidung, diesen Schritt zu unternehmen, wurde teilweise durch den Einfluss seines Vaters motiviert, der glaubte, dass er bessere Chancen hatte, bei Liverpool in die erste Mannschaft zu stoßen als bei Chelsea. Zunächst spielte er für die U18-Mannschaft des Vereins, bevor er später in die U23-Auswahl befördert wurde.
Brewster wurde dann von Trainer Jürgen Klopp im Oktober und November 2016 zur ersten Mannschaft für eine Reihe von Freundschaftsspielen einberufen. Später in dieser Saison wurde er in den Kader für Liverpools Premier-League-Spiel gegen Crystal Palace am 23. April 2017 berufen, blieb jedoch ohne Einsatz. Am 12. Januar 2018, bei einem Spiel der U23 gegen die Reserve von Manchester City, verletzte er sich schwer und musste nach einem Supinationstrauma über ein Jahr lang pausieren.
Im Mai 2018 sagte der FC Liverpool ein Freundschaftsspiel gegen Borussia Mönchengladbach ab und erhob Vorwürfe der „illegalen Annäherung“ an den damals noch minderjährigen Spieler gegen den deutschen Verein.
Im Juni 2018 unterzeichnete Brewster einen fünfjährigen Profivertrag beim FC Liverpool. Brewster absolvierte sein erstes Pflichtspiel im Profifußball am 25. September 2019 im League Cup gegen Milton Keynes Dons.
Im Januar 2020 wurde er in die EFL Championship an Swansea City ausgeliehen. Bis zum Ende der Saison 2019/20 erzielte Brewster in 20 Ligaspielen (19-mal von Beginn) 10 Tore. Auf dem 6. Platz qualifizierte sich Swansea City für die Play-off-Spiele um den Aufstieg. Dort kam der Stürmer in beiden Halbfinals gegen den FC Brentford zum Einsatz und erzielte ein Tor. Jedoch reichte dies nicht zum Finaleinzug.
Zur Saison 2020/21 kehrte Brewster zunächst zum FC Liverpool zurück. Nach einem Einsatz im FA Community Shield, den man gegen den FA-Cup-Sieger FC Arsenal verlor, wechselte er Anfang Oktober 2020 zum Ligakonkurrenten Sheffield United, bei dem er einen Vertrag bis zum 30. Juni 2025 unterschrieb und zum vereinsinternen Rekordtransfer wurde.

## Nationalmannschaft
Brewster gewann mit Englands U17-Nationalmannschaft die Weltmeisterschaft 2017 in Indien und wurde mit acht erzielten Treffern Torschützenkönig des Turniers. Am 6. September 2019 debütierte er für die U-21 Auswahl seines Landes in einem Spiel gegen die Türkei.